# 클레우 피리스
클레우 피리스(Cléo Pires, 1982년 10월 2일 ~ )는 브라질의 배우, 가수이다.

## 출연 작품
- 특수 작전 (2015)
- 사랑해, 리우 (2014)
- 오픈 로드 (2013)
- 룰라, 브라질의 아들 (2009)
- 내 이름은 조니가 아니다 (2008)